# Distrito electoral local 2 de Morelos
El II Distrito Electoral Local de Morelos es uno de los 12 distritos electorales locales del estado de Morelos para la elección de diputados locales. Su cabecera es la sección poniente de la ciudad de Cuernavaca.

## Historia

### Cuernavaca como cabecera distrital

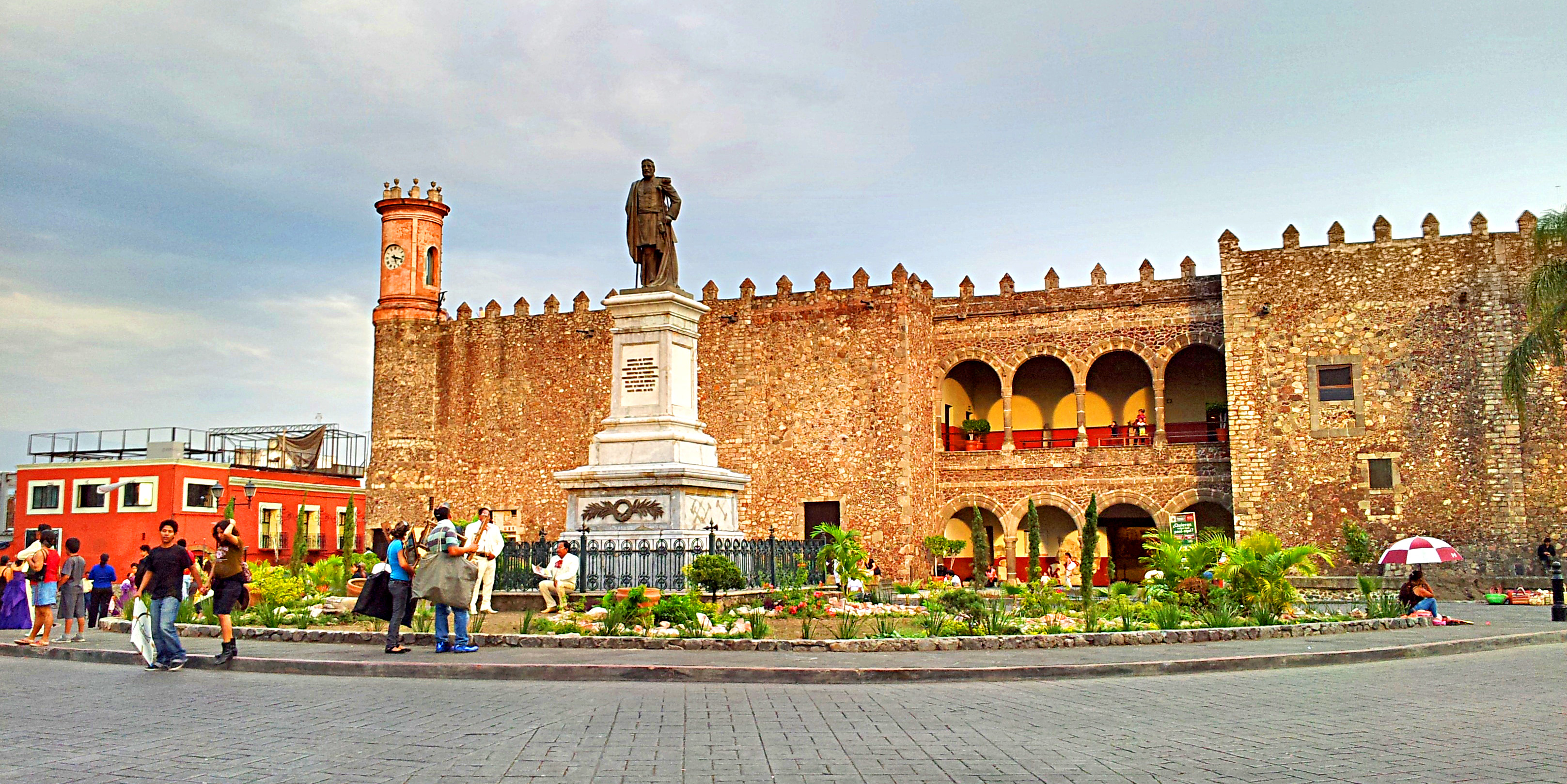
Cuernavaca sede del consejo distrital.

Después de la erección del estado de Morelos en 1869 durante la I Legislatura del Congreso del Estado de Morelos existían siete distritos, siendo Cuernavaca dividida en dos distritos, los distritos I y II. De 1871 a 1875 existieron diez distritos siendo Cuernavaca los distritos I y II. De 1875 a 1877 existieron diez distritos siendo Cuernavaca los distritos I, II y III. De 1877 a 1884 existieron nueve distritos siendo Cuernavaca el Distrito I. De 1884 a 1886 existieron nueve distritos siendo Cuernavaca dividido nuevamente en los distritos I y II.
Desde 1886 hasta 1976, a excepción de un periodo breve de 1912 a 1913 (donde había once distritos), en el Congreso existían nueve distritos, siendo Cuernavaca el Distrito I. Desde 1976 hasta 1991, Cuernavaca fue dividida nuevamente en los distritos I y II, aunque el tamaño del Congreso cambió. El Congreso tuvo quince diputados desde 1979 hasta 1991 y dieciocho de 1991 a 1994. De 1994 a 1997, existieron veinticinco distritos, siendo Cuernavaca los distritos I, II y III. De 1997 a 2015, el Congreso fue conformado por treinta distritos, con Cuernavaca dividida entre los distritos I, II, III y IV.
El 29 de agosto de 2017 el Consejo General del Instituto Nacional Electoral (INE) aprobó los distritos electorales uninominales locales y sus respectivas cabeceras distritales de Morelos, que entraron en vigor para las elecciones estatales de Morelos de 2018.

## Demarcación territorial
Este distrito está integrado totalmente por un municipio, que es el siguiente:
- Cuernavaca, integrado por 94 secciones electorales.

## Diputados por el distrito
- LIV Legislatura (2018-2021)
  - Javier García Chávez (MORENA).[4]
- LV Legislatura (2021-2024)
  - Ángel Adame Jiménez (PAN).[5]